# Schlotheimia acutifolia
Schlotheimia acutifolia là một loài rêu trong họ Orthotrichaceae. Loài này được Renauld & Paris mô tả khoa học đầu tiên năm 1902.